# Trithyris protenoralis
Trithyris protenoralis là một loài bướm đêm trong họ Crambidae.